# Pterostylis
Pterostylis är ett släkte av orkidéer. Pterostylis ingår i familjen orkidéer.

## Bildgalleri

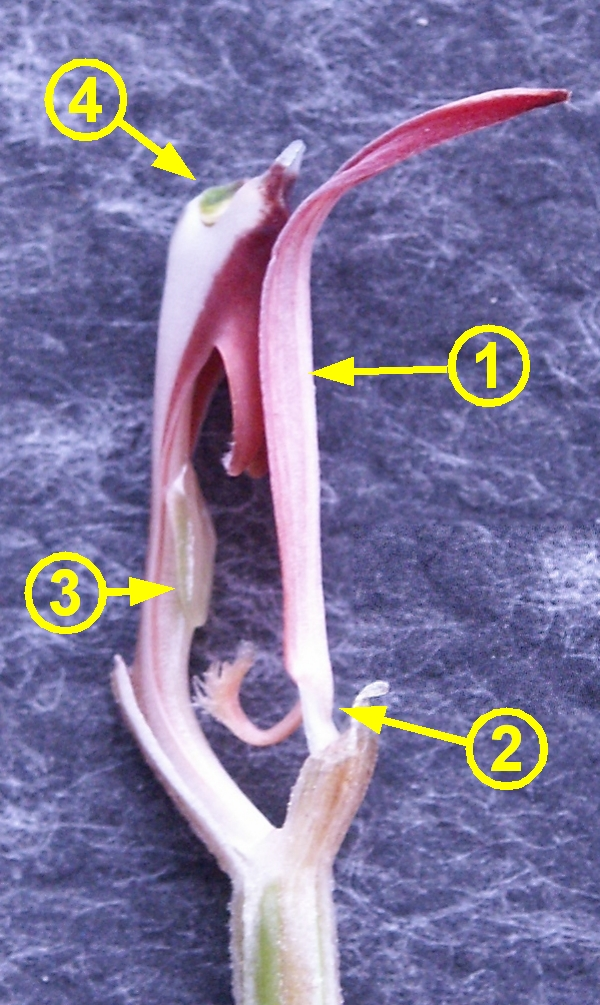
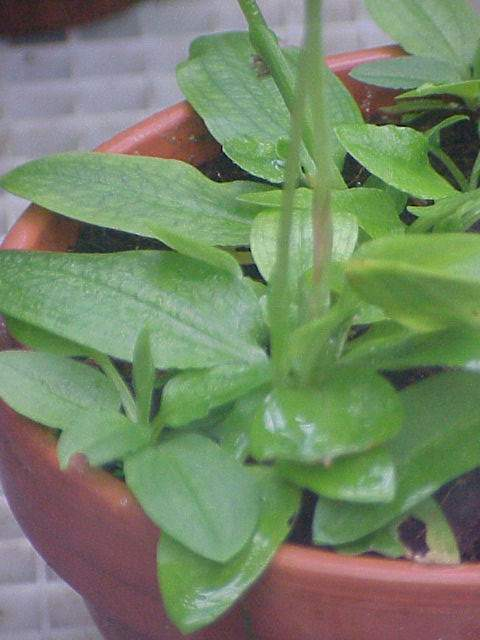
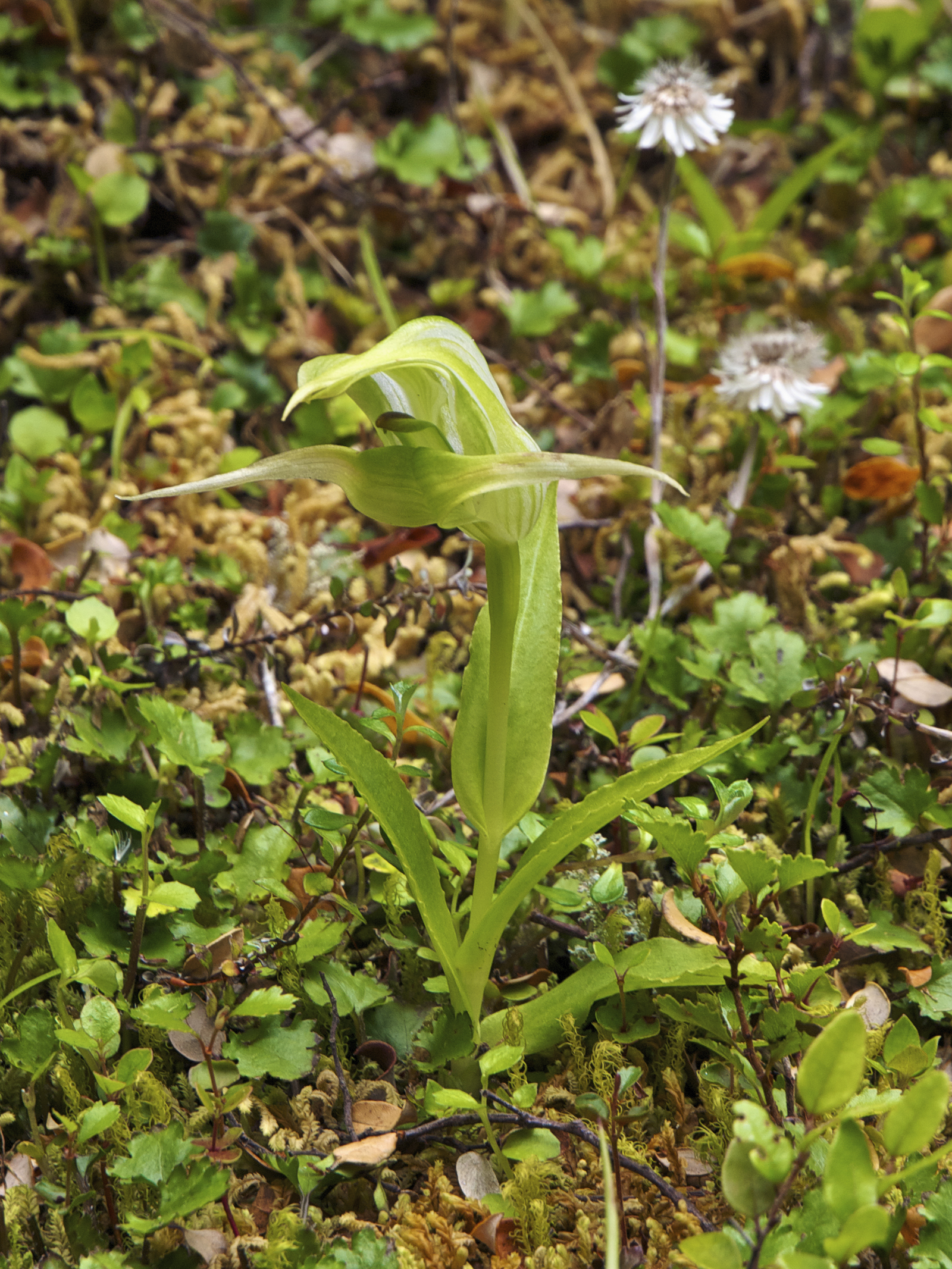
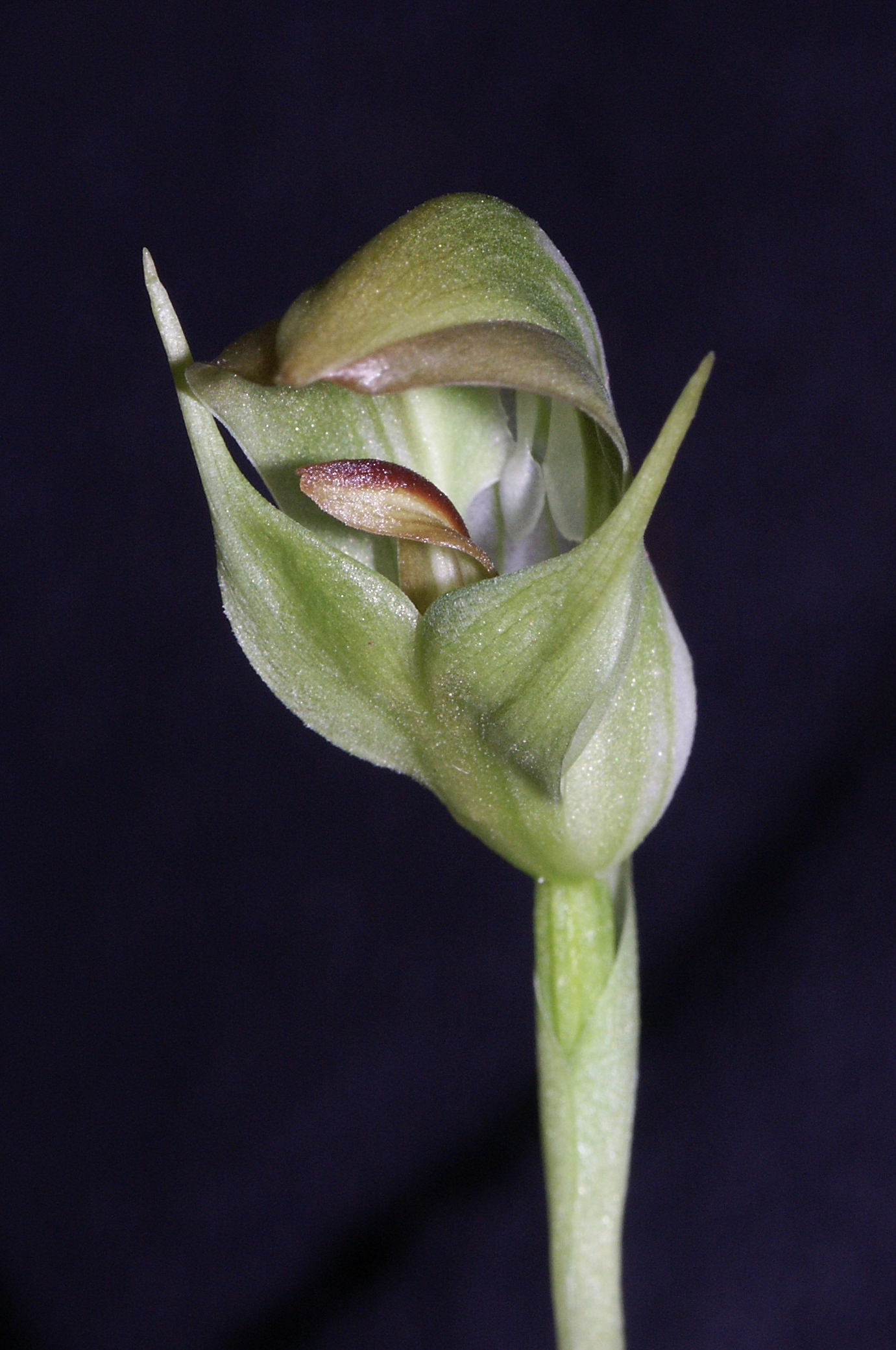
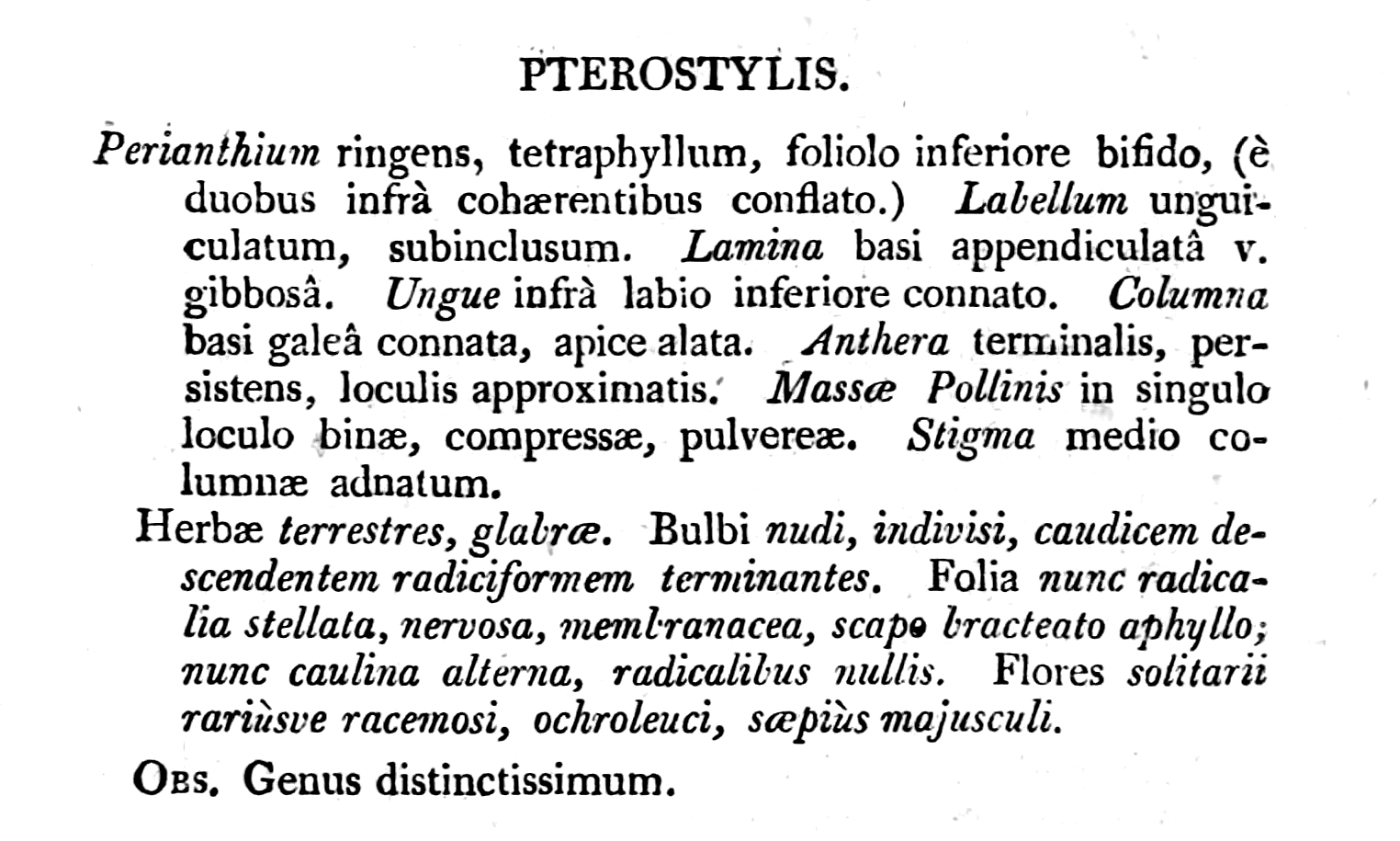
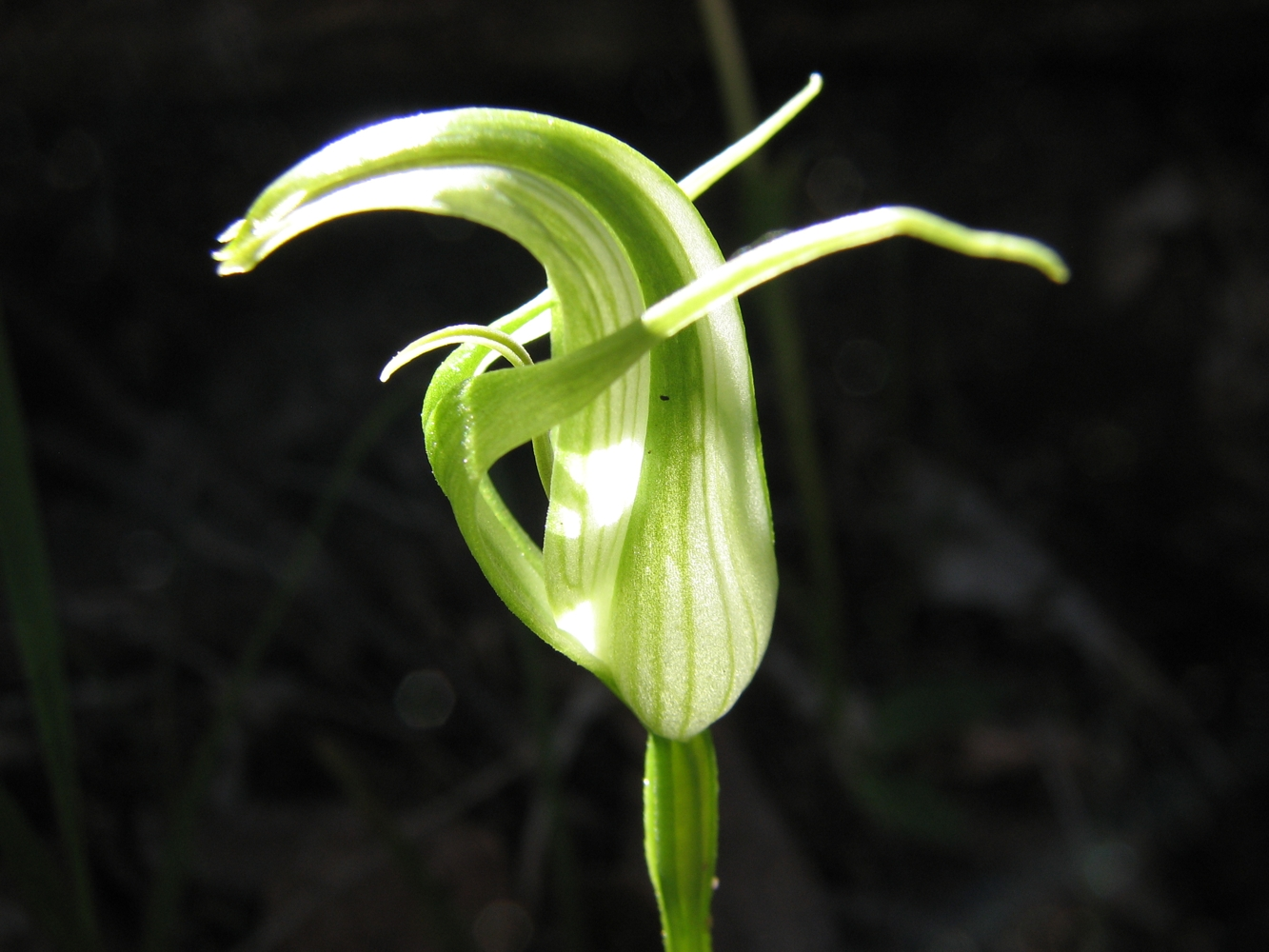

## Dottertaxa tillPterostylis, i alfabetisk ordning[1]
- Pterostylis abrupta
- Pterostylis aciculiformis
- Pterostylis acuminata
- Pterostylis aenigma
- Pterostylis aestiva
- Pterostylis agathicola
- Pterostylis agrestis
- Pterostylis alata
- Pterostylis allantoidea
- Pterostylis alobula
- Pterostylis alpina
- Pterostylis alveata
- Pterostylis anaclasta
- Pterostylis anatona
- Pterostylis aneba
- Pterostylis angusta
- Pterostylis aphylla
- Pterostylis aquilonia
- Pterostylis arenicola
- Pterostylis areolata
- Pterostylis arfakensis
- Pterostylis aspera
- Pterostylis atrans
- Pterostylis atriola
- Pterostylis auriculata
- Pterostylis australis
- Pterostylis banksii
- Pterostylis baptistii
- Pterostylis barbata
- Pterostylis barringtonensis
- Pterostylis basaltica
- Pterostylis bicolor
- Pterostylis bicornis
- Pterostylis biseta
- Pterostylis boormanii
- Pterostylis brumalis
- Pterostylis bryophila
- Pterostylis bureaviana
- Pterostylis calceolus
- Pterostylis cardiostigma
- Pterostylis caulescens
- Pterostylis cernua
- Pterostylis chaetophora
- Pterostylis cheraphila
- Pterostylis chlorogramma
- Pterostylis chocolatina
- Pterostylis ciliata
- Pterostylis clavigera
- Pterostylis clivicola
- Pterostylis cobarensis
- Pterostylis coccina
- Pterostylis collina
- Pterostylis commutata
- Pterostylis concava
- Pterostylis concinna
- Pterostylis conferta
- Pterostylis conoglossa
- Pterostylis crassa
- Pterostylis crassicaulis
- Pterostylis crassichila
- Pterostylis cucullata
- Pterostylis curta
- Pterostylis cycnocephala
- Pterostylis daintreana
- Pterostylis decurva
- Pterostylis depauperata
- Pterostylis despectans
- Pterostylis dilatata
- Pterostylis diminuta
- Pterostylis dolichochila
- Pterostylis dubia
- Pterostylis elegans
- Pterostylis erecta
- Pterostylis erythroconcha
- Pterostylis exalla
- Pterostylis excelsa
- Pterostylis extranea
- Pterostylis ferruginea
- Pterostylis fischii
- Pterostylis flavovirens
- Pterostylis foliata
- Pterostylis frenchii
- Pterostylis furcata
- Pterostylis furcillata
- Pterostylis gibbosa
- Pterostylis glyphida
- Pterostylis graminea
- Pterostylis grandiflora
- Pterostylis hamata
- Pterostylis hamiltonii
- Pterostylis hians
- Pterostylis hildae
- Pterostylis hispidula
- Pterostylis humilis
- Pterostylis incognita
- Pterostylis ingens
- Pterostylis insectifera
- Pterostylis irsoniana
- Pterostylis irwinii
- Pterostylis jonesii
- Pterostylis laxa
- Pterostylis lepida
- Pterostylis leptochila
- Pterostylis lineata
- Pterostylis lingua
- Pterostylis littoralis
- Pterostylis loganii
- Pterostylis longicurva
- Pterostylis longifolia
- Pterostylis longipetala
- Pterostylis lustra
- Pterostylis macilenta
- Pterostylis macrocalymma
- Pterostylis macrosepala
- Pterostylis major
- Pterostylis maxima
- Pterostylis melagramma
- Pterostylis metcalfei
- Pterostylis micromega
- Pterostylis mirabilis
- Pterostylis mitchellii
- Pterostylis montana
- Pterostylis monticola
- Pterostylis multiflora
- Pterostylis mutica
- Pterostylis nana
- Pterostylis nigricans
- Pterostylis nutans
- Pterostylis oblonga
- Pterostylis obtusa
- Pterostylis oliveri
- Pterostylis ophioglossa
- Pterostylis ovata
- Pterostylis paludosa
- Pterostylis papuana
- Pterostylis parca
- Pterostylis parviflora
- Pterostylis patens
- Pterostylis pearsonii
- Pterostylis pedina
- Pterostylis pedoglossa
- Pterostylis pedunculata
- Pterostylis petrosa
- Pterostylis picta
- Pterostylis planulata
- Pterostylis plumosa
- Pterostylis porrecta
- Pterostylis praetermissa
- Pterostylis prasina
- Pterostylis pratensis
- Pterostylis procera
- Pterostylis psammophilus
- Pterostylis puberula
- Pterostylis pulchella
- Pterostylis pusilla
- Pterostylis pyramidalis
- Pterostylis recurva
- Pterostylis reflexa
- Pterostylis revoluta
- Pterostylis riparia
- Pterostylis robusta
- Pterostylis roensis
- Pterostylis rogersii
- Pterostylis rubenachii
- Pterostylis rubescens
- Pterostylis rufa
- Pterostylis russellii
- Pterostylis sanguinea
- Pterostylis sargentii
- Pterostylis saxicola
- Pterostylis scabra
- Pterostylis scabrida
- Pterostylis scoliosa
- Pterostylis setifera
- Pterostylis silvicultrix
- Pterostylis sinuata
- Pterostylis smaragdyna
- Pterostylis spathulata
- Pterostylis spissa
- Pterostylis splendens
- Pterostylis squamata
- Pterostylis stenochila
- Pterostylis stenosepala
- Pterostylis stricta
- Pterostylis subtilis
- Pterostylis tanypoda
- Pterostylis tasmanica
- Pterostylis taurus
- Pterostylis tenuicauda
- Pterostylis tenuis
- Pterostylis tenuissima
- Pterostylis thulia
- Pterostylis timorensis
- Pterostylis timothyi
- Pterostylis torquata
- Pterostylis toveyana
- Pterostylis tristis
- Pterostylis trullifolia
- Pterostylis truncata
- Pterostylis tunstallii
- Pterostylis turfosa
- Pterostylis uliginosa
- Pterostylis umbrina
- Pterostylis wapstrarum
- Pterostylis venosa
- Pterostylis ventricosa
- Pterostylis vernalis
- Pterostylis williamsonii
- Pterostylis viriosa
- Pterostylis vitrea
- Pterostylis vittata
- Pterostylis woollsii
- Pterostylis xerophila
- Pterostylis ziegeleri